# Сусени (Богаци)
Сусени (рум. Suseni) насеље је у Румунији у округу Арђеш у општини Богаци. Oпштина се налази на надморској висини од 328 m.

## Становништво
Према подацима из 2002. године у насељу је живело 1002 становника, од којих су сви румунске националности.